# Font de Llenes
La Font de Llenes és una font del terme municipal de Tremp, del Pallars Jussà, a l'antic terme d'Espluga de Serra, en territori de l'antic poble de Llastarri.
Està situada a 982 m d'altitud, al nord-est de l'antic poble de Miralles, i, molt més a prop a l'est del de Llastarri, en un dels contraforts sud-occidentals de la Serra de Sant Gervàs a la Montanyeta de Llastarri. És a l'esquerra del barranc del Clot de Llastarri. A la mateixa vall, però bastant més avall, hi ha la Font Sobirana.